# WissKI
WissKI ist eine ontologiebasierte virtuelle Forschungsumgebung zum flexiblen Management von Primärdaten als linked data im Forschungsgebiet des Kulturellen Erbes. Obwohl die Ontologie flexibel ist, verwenden die meisten WissKI-Projekte das CIDOC Conceptual Reference Model als standardisierende Ontologie.

## WissKI System
Das WissKI System ist als eine Menge von quelloffenen Drupal-Modulen implementiert, die Funktionalitäten zur Erfassung, Organisation, Präsentation und Publikation von Primärdaten bereitstellen. In der Regel benutzt WissKI das [Erlangen CRM/OWL] – eine Implementierung des CIDOC CRM in OWL DL – zur Speicherung von Informationen über kulturelle Objekte in einer Graphdatenbank. Ein integrierter SPARQL Endpoint ermöglicht semantische Suche über die Forschungsdaten (in der jeweiligen WissKI-Instanz).

## Geschichte
Initial wurde WissKI (Wissenschaftliche KommunikationsInfrastruktur) in den Jahren 2009 bis 2013 gemeinsam an der Friedrich-Alexander-Universität Erlangen-Nürnberg (FAU), dem Germanischen Nationalmuseum (GNM) und dem Zoologischen Forschungsmuseum Alexander Koenig (ZFMK) in einem von der Deutschen Forschungsgemeinschaft (DFG) geförderten Projekt für Drupal 6 entwickelt. Nach einer Pause von zwei Jahren wurde die Weiterentwicklung und Portierung auf Drupal 8 von 2014 bis 2016 gefördert. Seitdem wurde das System in den beteiligten Museen weiterentwickelt. Im November 2013 wurde der Förderverein IGSD e. V. gegründet, um die WissKI-Community zu unterstützen.

## WissKI Features

### Modellierung kultureller Daten im CIDOC CRM
Eine Aussage wie "Albrecht Dürer schuf Melencolia I in Nürnberg" kann als RDF graph mit sieben Tripeln dargestellt werden.
Um die Modellierungsentscheidungen in CIDOC CRM zu verstehen, beginnen wir mit der Teilaussage Albrecht Dürer schuf Melencolia 1
1. Ein Bild m ist ein Informationsträger, kann also durch ein Objekt der CIDOC CRM Klasse „E84 Information Carrier“ repräsentiert werden.
2. Es wurde in einem Produktionsereignis („E12 Production Event“) q geschaffen
3. m ist mit q über eine Relation „P108i was produced by“ verbunden
4. q wurde ausgeführt („P14 carried out by“) durch eine „E21 Person“ d
5. d wird identifiziert („P131 is identified by“) durch einen Agentennamen („E82 Actor Appellation“) a
6. a ist annotiert mir  („P3 has note“) die Zeichenkette „Albrecht Dürer“.

Wir wenden uns jetzt der Teilaussage das geschah in Nürnberg zu und verwenden dabei das Produktionsereignis q von oben weiter:
1. q geschah („P7 took place at“) and einem Ort („E53 Place“) p
2. p wird identifiziert durch („P87 is identified by“) einen Ortsnamen („E48 Place Name“) n
3. n ist annotiert mit („P3 has note“) der Zeichenkette „Nürnberg“.

Sie nennen diesen Modellierungsstil, in dem ein dreistelliges Prädikat der Form "A schuf B in C" mittels eines Ereignisses modelliert wird, ereignisorientierte Modellierung. Diese Ereigniszentriertheit bildet die Basis des CIDOC CRM.

### WissKI Pathbuilder
Das zentrale Konzept in WissKI ist das des Pathbuilders – also einer Abbildung zwischen Drupal Bundles und Ontologiepfaden –, der die ereignisorientierte Modellierung unterstützt. Ein Pathbuilder für "A schuf B in C" kann aus dem RDF Graphen oben direkt in eine Eingabemaske generieren:
Die direkte Verbindung zwischen dem Eingabefeld Künstler/Artist und dem entsprechenden ECRM Pfad macht die Dateneingabe viel einfacher und direkter.
Pathbuilder in WissKI ermöglichen es auch, einfach spezialisierte Informationsvisualisierungen zu generieren, die direkt SPARQL Anfragen entsprechen.

## Öffentliche WissKI-Instanzen
Viele WissKI Systeme werden nur (oder initial) projektintern genutzt. Einige wichtige öffentlich zugängliche Instanzen sind unten angeführt. Die WissKi community sammelt WissKI-Projeke und nutzt dabei die Software WissKI.
- Das Germanische Nationalmuseum (GNM) verwendet über 100 WissKI-Instanzen, um seine Forschungsdaten zu erschließen und zu organisieren sowie die Projektergebnisse und Kataloge zu publizieren. Einige davon werden auf [GNM DIGITAL] veröffentlicht.
- Die FAU Erlangen-Nürnberg (FAU) hat die beiden ältesten WissKIs: [Behaim Globus (1492) Portal] und [EDEN Epigraphische Datenbank Erlangen-Nürnberg]. Außerdem hat die FAU sechs ihrer Forschungssammlungen mit WissKI erschlossen und so gemeinsam durchsuchbar gemacht. (Objekte im Netz).
- Das Herder-Institut nutzt WissKI für seine Forschungsprojekte, insbesondere Patrimonium.net und foko-project.eu.

## Belege
1. ↑  www.drupal.org.
2. ↑  Satzung | IGSD. Abgerufen am 16. März 2023.